# Liste der Baudenkmale in Oldendorf (Luhe)
In der Liste der Baudenkmale in Oldendorf (Luhe) sind die Baudenkmale der niedersächsischen Oldendorf (Luhe) und ihrer Ortsteile aufgelistet. Der Stand der Liste ist der 27. Januar 2023. Die Quelle der  Baudenkmale ist der Denkmalatlas Niedersachsen.

## Allgemein
In den Spalten befinden sich folgende Informationen:
- Lage: die Adresse des Baudenkmales und die geographischen Koordinaten. Kartenansicht, um Koordinaten zu setzen. In der Kartenansicht sind Baudenkmale ohne Koordinaten mit einem roten Marker dargestellt und können in der Karte gesetzt werden. Baudenkmale ohne Bild sind mit einem blauen Marker gekennzeichnet, Baudenkmale mit Bild mit einem grünen Marker.
- Bezeichnung: Bezeichnung des Baudenkmales
- Beschreibung: die Beschreibung des Baudenkmales. Unter § 3 Abs. 2 NDSchG werden Einzeldenkmale und unter § 3 Abs. 3 NDSchG Gruppen baulicher Anlagen und deren Bestandteile ausgewiesen.
- ID: die Objekt-ID des Baudenkmales
- Bild: ein Bild des Baudenkmales, ggf. zusätzlich mit einem Link zu weiteren Fotos des Baudenkmals im Medienarchiv Wikimedia Commons. Wenn man auf das Kamerasymbol klickt, können Fotos zu Baudenkmalen aus dieser Liste hochgeladen werden:

## Oldendorf (Luhe)

### Einzelobjekte
| Lage                                                  | Bezeichnung               | Beschreibung | ID       | Bild |
| ----------------------------------------------------- | ------------------------- | --- | -------- | ---- |
| Amelinghausener Straße 16 53° 9′ 14″ N, 10° 12′ 49″ O | Wohn-/ Wirtschaftsgebäude | Giebelständiger, eingeschossiger Fachwerkbau in Zweiständerbauweise in Unterrähmzimmerung mit Backsteinausfachungen unter Walmdach ursprünglich in Reetdeckung, heute in roter Hohlpfannendeckung. Am Wirtschaftsgiebel paarweise Kopfstreben, Wohngiebel über Balkenköpfen vorkragend. Errichtet Mitte 18. Jh. | 32733910 | BW   |
| Mühlenweg 53° 9′ 7″ N, 10° 13′ 4″ O                   | Wehr                      | | 32733891 | BW   |

## Marxen am Berge

### Gruppe: Alte Dorfstraße 2
Die Gruppe hat die ID: 32720110. Hofanlage mit Wohnhaus, Stall und Scheune. Der Wirtschaftshof ist mit Scheune und Stall zur Straßenkreuzung orientiert. Wohnhaus durch dichten Baubestand weit zurückgesetzt, separiert und gleichzeitig zentral.

| Lage                                          | Bezeichnung | Beschreibung | ID       | Bild |
| --------------------------------------------- | ----------- | --- | -------- | ---- |
| Alte Dorfstraße 2 53° 9′ 36″ N, 10° 14′ 52″ O | Scheune     | Längsdurchfahrtsscheune von acht Fach Länge und drei Fach Breite. Erbaut in Wandständerbauweise als eingehälste Ankerbalkenkonstruktion auf Hausteinsockel mit Backsteinausfachung und unter Halbwalmdach ursprünglich in Hohlpfannendeckung. Außenwände ursprünglich vertikal verbohlt. Auf Südseite kübbungsartiger Anbau auf Backsteinsockel unter abgeschlepptem Dach mit verbohlten Außenwänden. Errichtet erste Hälfte 19. Jh. Nach Westen Anbau eines langgestreckten Fachwerkbaus als Mehrzweckbau mit Remise. | 32734028 | BW   |
| Alte Dorfstraße 2 53° 9′ 36″ N, 10° 14′ 51″ O | Stall       | Fachwerkwandständerbau mit Backsteinausfachung auf Hausteinsockel unter Satteldach in Ziegelpfannendeckung. Ursprünglich senkrechte Wandverbohlung der Außenwände wie im Süden erhalten. Auf Nordseite Ständer mit beidseitigen Kopfstreben. Bauinschrift über Tür an Südseite. Errichtet 1827(i). Nach Westen durch Fachwerkbau auf Ziegelsockel verlängert. | 32734052 | BW   |
| Alte Dorfstraße 2 53° 9′ 35″ N, 10° 14′ 48″ O | Wohnhaus    | Backsteinbau auf Quadersockel unter Halbwalmdach in Ziegelpfannendeckung mit Dachhäusern auf den Längsseiten. Errichtet 1862(i). | 32734078 | BW   |

### Einzelobjekte
| Lage                                                 | Bezeichnung               | Beschreibung | ID       | Bild |
| ---------------------------------------------------- | ------------------------- | --- | -------- | --- |
| Drögennindorfer Straße 3 53° 9′ 34″ N, 10° 14′ 56″ O | Treppenspeicher (Bauwerk) | Eineinhalbgeschossiger Fachwerkbau mit Backsteinausfachung auf Feldsteinsockel mit Ziegelschicht unter Satteldach in Ziegelpfannendeckung. Teilweise unterkellert. Dach mit weiten Dachüberstand auf Nordseite, wo die Außentreppe angeordnet ist. Errichtet Mitte 19. Jh. | 32733824 | [[Vorlage:Bilderwunsch/code!/C:53.159447,10.248844!/D:Drögennindorfer Straße 3, Treppenspeicher (Bauwerk)!/\|BW]] |

## Weetzen

### Gruppe: Bruchweg 1
Die Gruppe hat die ID: 32720092. Von Feldsteinmauer eingefasste, mit Bäumen bestandene Hofanlage mit Wohn-/ Wirtschaftsgebäude, Speicher und Wirtschaftsgebäude. Tw. alte Hofpflasterung.

| Lage                                    | Bezeichnung               | Beschreibung | ID       | Bild |
| --------------------------------------- | ------------------------- | --- | -------- | ---- |
| Bruchweg 1 53° 10′ 26″ N, 10° 14′ 14″ O | Wirtschaftsgebäude        | Zweigeschossiger Fachwerkbau mit Backsteinausfachung unter flachem Satteldach. Bauinschrift über der Querdieleneinfahrt. Errichtet 1906. | 32734126 | BW   |
| Bruchweg 1 53° 10′ 25″ N, 10° 14′ 14″ O | Wohn-/ Wirtschaftsgebäude | Fachwerkbau in Zweiständerbauweise auf Hausteinsockel und unter Halbwalmdach in Ziegelpfannendeckung. Wirtschaftsteil stärker verändert. Spruchinschrift an Giebelschwelle des Wirtschaftsgiebels. Errichtet 1864(i). | 32734151 | BW   |
| Bruchweg 1 53° 10′ 24″ N, 10° 14′ 15″ O | Speicher (Bauwerk)        | Eineinhalbgeschossiger Fachwerkbau von sechs Fach Länge in eingezapfter Ankerbalkenkonstruktion mit Hochrähmzimmerung unter Satteldach ursprünglich unter Reetdeckung. Ziegelausfachung, Drempel mit senkrechter Eichenbohlenverbretterung. Treppe fehlt. Eventuell an jetzigen Standort transloziert(?). Errichtet Mitte 17. Jh. | 32734103 | BW   |

### Einzelobjekte
| Lage                                                   | Bezeichnung      | Beschreibung | ID       | Bild |
| ------------------------------------------------------ | ---------------- | ------------ | -------- | ---- |
| links vor Am Butterberg 1 53° 10′ 30″ N, 10° 14′ 19″ O | Inschriftenstein |              | 32733847 | BW   |

## Wohlenbüttel

### Gruppe: Wohlenbüttel 1
Die Gruppe hat die ID: 32720080. Ausgedehnte Hofanlage mit Wohnhaus und Scheune südlich der Luhe. Wohnhaus zentral, Scheune weit zurückgesetzt. Grundstück mit reichen Baumbestand und Wegen in Feldsteinpflasterung.

| Lage                                      | Bezeichnung | Beschreibung | ID       | Bild |
| ----------------------------------------- | ----------- | --- | -------- | ---- |
| Wohlenbüttel 1 53° 8′ 31″ N, 10° 12′ 9″ O | Wohnhaus    | Traufständiger, eingeschossiger Backsteinbau unter Satteldach mit Ziegelpfannendeckung. Hauseingang in der Mittelachse der westlichen Langseite betont durch zweigeschossigen Mittelrisalit und terrassenähnlichen Vorbau. Rundbogenfenster im Mittelrisalit, sonst Segmentbogenfenster. Gliederung der Fassade durch Liesen und Ziegeldekor. Errichtet 1906. | 32733932 | BW   |
| Wohlenbüttel 1 53° 8′ 30″ N, 10° 12′ 8″ O | Scheune     | Fachwerkbau auf Feldsteinsockel mit Backsteinausfachung und unter Dreiviertelwalmdach in Reetdeckung. Ausmittige Längsdurchfahrt. Errichtet erste Hälfte 19. Jh. | 32733956 | BW   |

### Einzelobjekte
| Lage                                       | Bezeichnung        | Beschreibung | ID       | Bild           |
| ------------------------------------------ | ------------------ | --- | -------- | -------------- |
| Wohlenbüttel 2 53° 8′ 33″ N, 10° 11′ 49″ O | Mühle Wohlenbüttel | Zweigeschossiger Backsteinbau unter Satteldach in Ziegelpfannendeckung. OG teilweise aus Fachwerk mit Backsteinausfachung. Giebel senkrecht verbrettert. Mühlanlage mit Mahlwerk erhalten. Errichtet zweite Hälfte 19. Jh. | 36632274 | Weitere Bilder |